# GM-CSF

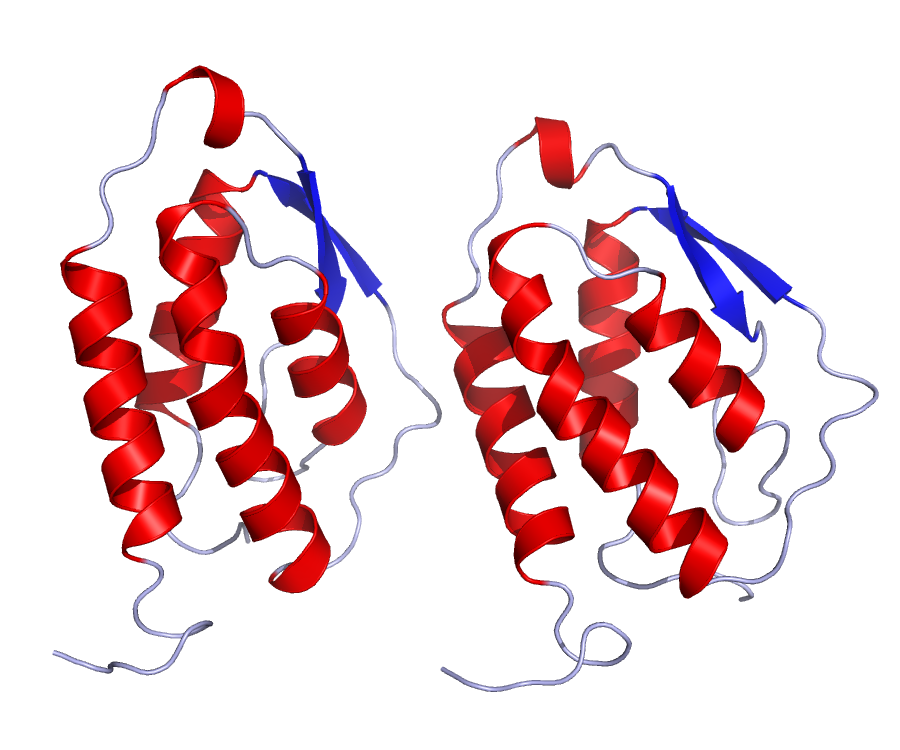
molekulová struktura

Faktor stimulující růst kolonií granulocytů a makrofágů (GM-CSF) je cytokin, který stimuluje hematopoetické kmenové buňky k produkci granulocytů (ne- utrofily, eozinofily, bazofily) a monocytů. Podporuje také další vývoj monocytů v makrofágy a v dendritické buňky. Stimuluje proliferaci a diferenciaci prekurzorů neutrofilů, eozinofilů a monocytů. Tím se účastní zánětlivých reakcí a regulace funkcí imunitního systému. Pro některé typy akutní myeloidní leukemie je jejich autokrinním růstovým faktorem, zvyšuje fagocytární aktivitu neutrofilů a makrofágů. Ve velmi nízkých koncentracích se uplatní jako chemotaktický faktor pro eozinofily. Ve svých účincích synergizuje s dalšími cytokiny, jako jsou IL-1, IL-3 a G-CSF. 
Gen pro GM-CSF se nachází na 5. chromozomu v genovém klastru zahrnujícím také geny pro IL-4, IL-5 a IL-13. GM-CSF je produkován velkým množstvím buněk, jako jsou T lymfocyty, makrofágy, fibroblasty, buňky endotelu a jiné. 

## GM-CSF Receptor
Receptor pro GM-CSF, označovaný také jako CD116, je exprimován na myeloblastech a neutrofilech, ale ne na erytroidní řadě buněk, na lymfoidních buňkách nebo na megakaryocytech. Je však exprimován také na některých nehematopoetických buňkách, jako jsou endoteliální buňky nebo buňky malobuněčného plicního karcinomu. Receptor pro GM-CSF je heterodimer z α řetězce (CD116), který váže GM-CSF s nízkou afinitou, a z β řetězce, který neváže GM-CSF, ale přenáší signál a je označován jako CD131 a který je součásti vysokoafinitních receptorů pro IL-3 a IL-5. Kromě toho se GM-CSF váže na přirozeně se vyskytující rozpustnou formu GM-CSFRα. 

## GM-CSF a klinika
GM-CSF se klinicky používá pro fyziologickou rekonstrukci hematopoézy při onemocněních a patologických stavech, kdy dochází k nedostatečnému vyzrávání krevních buněk nebo k snížené produkci leukocytů. Nejdůležitější klinická aplikace GM-CSF je v léčbě těžkých neutropenií, vyskytujících se po chemo- nebo radioterapii. Používá se také k nápravě cytopenie vyskytující se po chemoterapii a k léčbě či prevenci infekcí a hemoragických stavů asociovaných s cytopenií. Ukazuje se, že GM-CSF také snižuje toxicitu pozorovanou po podávání cytotoxických léčiv, a tak umožňuje zvyšovat terapeutické dávky farmaceutik. V této souvislosti je GM-CSF pro léčebné účely znám pod označením molgramostim nebo sargramostim a tento produkt byl testován u pacientů po transplantaci kostní dřeně, u pacientů s různými formami lymfomů či leukemií, a také u pacientů s HIV infekcí.